# Lina Kehl
Lina Kehl, geb. Heck (* 30. August 1872; † 26. Juni 1945 in Mannheim) war eine deutsche Sozialpolitikerin (SPD).

## Leben und Wirken
Lina Kehl war verheiratet mit Franz Xaver Kehl, welcher ebenfalls ein Sozialpolitiker war.
1905 zog sie zusammen mit ihrem Mann von Köln nach Mannheim.
Als Lina Kehl noch in Köln lebte, beteiligte sie sich dort in einem Arbeiterinnenverein.
In Mannheim bildete sich 1905 ein sozialdemokratischer Frauenverein, welcher von Lina Kehl geleitet wurde. In diesem Verein ist auch das Wirken von Therese Blase von nennenswerter Relevanz. In den Zahlstellen der Mannheimer SPD warb Therese Blase für eine Frauenorganisation und wurde dabei von Lina Kehl und ihrem Mann unterstützt, indem sie Flugblätter an die Haushalte verteilten. Ein zuvor im Jahr 1892 gegründeter vergleichbarer Verein konnte sich nicht lange bewähren. Auch der sozialdemokratische Frauenverein musste sich 1906 wieder den Männern anschließen.
Lina Kehl war außerdem ein Jahr lang erste Vorsitzende der Frauengruppe  der Mannheimer SPD, wonach sie in dessen Vorstand weiterhin aktiv war. Nach ihrem Amt als Vorsitzende brachte sie sich in der Hausangestellten-Bewegung, welche von der sozialistischen Frauengruppe initiiert wurde, ein.
1912 bis 1931 war Lina Kehl Mitglied im Aufsichtsrat der Gartenstadt-Genossenschaft, welchem auch  Elisabeth Altmann-Gottheiner angehörte.
Bei den Kommunalwahlen in Mannheim am 18. Mai 1919 war es erstmals möglich, dass auch Frauen wählen durften und in die Stadtverordnetensammlung gewählt werden konnten. Zu den insgesamt neun gewählten Frauen zählte Lina Kehl ebenso wie Therese Blase.
Um ihr politisches Engagement zu würdigen, wurde in Mannheim der Lina-Kehl-Weg nach ihr benannt.